# 小野坂昌也・竹本英史のネオロマ&無双
『小野坂昌也・竹本英史のネオロマ&無双』（おのさかまさや・たけもとえいじのネオロマ&むそう）は、2010年10月9日から2011年4月2日まで文化放送で放送されていたラジオ番組。

## 内容

### パーソナリティー
- 小野坂昌也
- 竹本英史

### 放送時間
- 文化放送：土曜日25:30-26:00
- 超!A&G+：金曜日24:30-25:00、月曜日12:30-13:00（再放送）

### コーナー
- どや!? ガールズ

女子リスナーが思わずクラっとくるセリフや悩みをとっておきの良い声でレスポンスするコーナー。
- コーエーテクモ タイムトラベル

コーエーテクモの歴史を振り返るコーナー。
- モヤっと無双

リスナーが日頃モヤッとしていることをパーソナリティー二人が解決するコーナー。

## 放送回
| 放送回 | 放送日         | ゲスト     | コーエーテクモ タイムトラベル                  | モヤっと無双                                          | 提供                           |
| ------ | -------------- | ---------- | ---------------------------------------------- | ----------------------------------------------------- | ------------------------------ |
| 1      | 2010年10月9日  | -          | 遙かなる時空の中でシリーズ                     | 「憧れ」と「嫉妬」の境界線は?                         | コーエーテクモホールディングス |
| 2      | 2010年10月16日 | -          | 戦国無双 Chronicle                             | 「お兄さん」と「おじさん」の境界線は?                 | コーエーテクモホールディングス |
| 3      | 2010年10月23日 | -          | ネオロマンスイベント                           | 「お金持ち」の境界線は?                               | コーエーテクモホールディングス |
| 4      | 2010年10月30日 | 置鮎龍太郎 | 真・三國無双6                                  | カレーの「辛口」と「激辛」の境界線は?                 | コーエーテクモホールディングス |
| 5      | 2010年11月6日  | -          | ウイニングポスト7 2010                         | -                                                     | コーエーテクモホールディングス |
| 6      | 2010年11月13日 | 高塚正也   | 戦国無双 Chronicle、戦国無双 声優奥義          | 卵焼きに何をかけるところまでは許せるか?               | コーエーテクモホールディングス |
| 7      | 2010年11月20日 | -          | 維新の嵐 疾風龍馬伝                            | 「人気」と「大人気」の境界線は?                       | コーエーテクモホールディングス |
| 8      | 2010年11月27日 | -          | トリニティ ジルオール ゼロ                     | -                                                     | コーエーテクモホールディングス |
| 9      | 2010年12月4日  | -          | 信長の野望シリーズ                             | 「酔っている人」と「べろべろな人」の境界線は?         | コーエーテクモホールディングス |
| 10     | 2010年12月11日 | -          | デッド オア アライブ シリーズ                  | -                                                     | コーエーテクモホールディングス |
| 11     | 2010年12月18日 | -          | 信長の野望・天道 パワーアップキット            | -                                                     | コーエーテクモホールディングス |
| 12     | 2010年12月25日 | 高橋直純   | 遙かなる時空の中で4愛蔵版、遙かなる時空の中で5 | クリスマスプレゼントにおねだりして嫌がられない金額は? | コーエーテクモホールディングス |
| 13     | 2011年1月1日   | -          | -                                              | -                                                     | コーエーテクモホールディングス |
| 14     | 2011年1月8日   | -          | 維新の嵐 疾風龍馬伝、ウイニングポスト7 2010    | 「トークが上手い人」と「トークが面白い人」の違いは?   | コーエーテクモホールディングス |
| 15     | 2011年1月15日  | -          | -                                              | -                                                     | コーエーテクモホールディングス |

- 2011年1月22日放送分より2月12日放送分（超!A&G+では1月28日放送分より2月18日放送分まで）小野坂昌也がインフルエンザとテニスの王子様のイベント参加後の体調不良を理由に番組欠席が続いた。その間、番組は竹本英史＋週替わりピンチヒッターゲストによる番組進行となっていた。
- また、文化放送の2011年3月12日放送予定分は東日本大震災の報道特別番組体制のため休止し、その日に放送予定だった番組内容は超!A&G＋にて3月18日深夜に放送された。さらに、翌週の3月19日放送分はスポンサーの都合でCMを自粛し、ACジャパンの啓発CMに差し替えられて放送されていた。

## 備考
- 放送開始に先がけて、「出張局0号 in TOKYO GAME SHOW 2010」と題したスペシャルステージが東京ゲームショウで開催され、2010年10月9日の初回放送時に流された。
- 2010年12月19日に行われたジャンプフェスタにおいて「出張局inジャンプフェスタ2011」と題して公開放送が行われた。